# سكوتر ذاتي التوازن
سكوتر ذاتي التوازن أو لوح ذو عجلتين ذاتي التوازن أو ببساطة لوح ذاتي التوازن (بالإنجليزية: Self-balancing scooter أو Self-balancing board أو Self-balancing two-wheeled board)‏، هو سكوتر يعمل بالطاقة وقابل للشحن، ويتألف عادةً من عجلتين موضوعتين على الجانبين، مع مسندين بين العجلات، والتي تُبقي المتسابق قائمًا. ويُتحكَّم في السكوتر عن طريق القدم، حيث يقف على دَوَّام مُدمَج، وعلى مسند استشعار. في عام 2014، ظهرت العديد من هذه السكوترات في الصين، وبحلول عام 2015، أصبحت هذه السكوترات ذات شعبية واسعة في الولايات المتحدة، لا يوجد لهذا السكوتر اسم مُتعارَف عليه عالميًّا، حيث إن كل شركة مُوزِّعة لهذه السكوترات تقوم بتسميتها على حدة.